# Acemhöyük

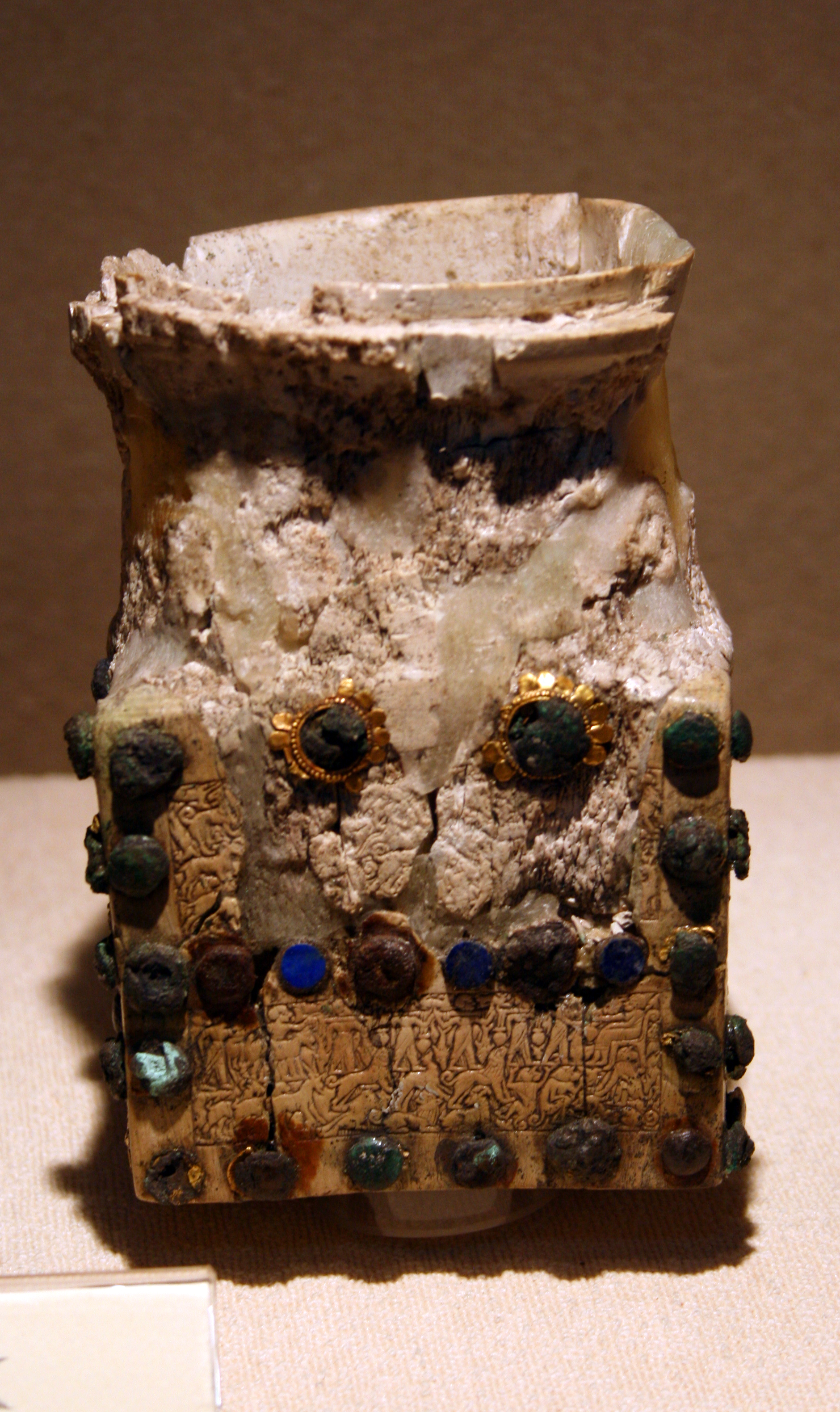
Eine in Acemhöyük gefundene, aus einem einzigen Elfenbeinstück gearbeitete Kiste, mit Lapislazuli, Bronze und Eisen verziert.

Zentralanatolien während der kārum-Zeit

Acemhöyük ist eine archäologische Fundstätte in der Türkei. Der Siedlungshügel liegt im Dorf Yeşilova im zentralen Landkreis der Provinz Aksaray. Der bronzezeitliche Name war möglicherweise Purušḫanda/Purušḫattum oder Ullama. Der Ort war auch eine assyrische Handelskolonie, ein sogenannter Karum. Es handelt sich vielleicht um das aus Texten bekannte Ulama.

## Lage
Der Acemhöyük liegt 18 km nordwestlich von Aksaray, am Südostende des Tuz Gölü, in einer fruchtbaren Ebene am Uluirmak oder Melendiz. Die Ruinen gliedern sich, wie in Kültepe, in zwei Teile: Der Stadthügel hat eine Ost-West-Ausdehnung von 700 und eine Nord-Süd-Ausdehnung von 600 Meter, dazu kommt eine Unterstadt, welche teilweise von der modernen Siedlung überbaut ist. Nach Nimet Özgüç ist die Ausdehnung der Unterstadt der des Stadthügels ebenbürtig. Der höchste Punkt, die Zitadelle, wird aufgrund der gelb schimmernden Lehmziegel Sarikaya (gelber Fels) genannt. Dieser liegt 20 Meter über dem Level der Umgebung. Der Stadthügel ist im Süden vom modernen Dorf bebaut und im Zentrum gibt/gab(?) es einen modernen Friedhof.

## Perioden
Die oberste und letzte Siedlungsschicht ist aus römisch/hellenistischer Zeit und besteht aus Wohnhäuserfundamenten. Darunter beginnt die eigentliche Schichtenzählung von oben nach unten von I zu V, wobei I heftig gestört ist, was auf die Oberflächennähe zurückzuführen ist. Trotzdem sind einige Öfen und Gebäudereste gefunden worden. Die Häuser der Schicht II scheinen, laut Nimet Özgüç, eilig aus Holz und Lehmziegeln auf den Ruinen der Schicht III gebaut worden zu sein. Dies führt uns zu Schicht III, die heftige Zerstörung durch Feuer aufweist. Schicht III scheint die Blütezeit von Purušḫanda(?) gewesen zu sein. Schicht IV und V sind kaum erforscht oder kaum publiziert, werden jedoch in die frühe Karum bzw. Bronzezeit III gesetzt.

## Forschungsgeschichte
Die Ausgrabungen auf dem Acemhöyük begannen 1962 unter dem „General Directorate of Antiquities and Museums“ in Zusammenarbeit mit der Universität Ankara. Von 1962 bis 1988 war die Leitung bei Nimet Özgüç. Seit 1989 leitet Aliye Öztan das Projekt. Ein Teil der Funde sind im Museum Aksaray ausgestellt.

## Geschichte
Für den Acemhöyük lässt sich keine Ereignisgeschichte schreiben. Die Schichten IV und V weisen auf eine vorkarumzeitliche Besiedlung hin. Schicht III ist karumzeitlich und stellt die Blütezeit der Siedlung dar. Diese Siedlung ist durch Brand zerstört. Eine Interpretation dieser Brandschicht gibt es nicht. Die Besiedlung des Hügels bricht mit der Karum-Zeit ab und wird erst in römisch/hellenistischer Zeit wieder aufgenommen.

## Architektur

### Der Sarikaya-Palast
Die Westseite des Palastes ist durch spätere Besiedlung und Wiederverwendung durch moderne Siedler stark gestört. Die 1,5-2 m breiten Mauern sind teilweise noch bis zu 3,80 m hoch erhalten. Der Palast muss um die 50 Räume gehabt haben. Die exakte Anzahl ist aufgrund der Störung nicht mehr feststellbar. Nord-, Ost- und Westseite waren von einer Portikus umgeben, bestehend aus einer Marmorbasis und Holzpfosten. Das Erdgeschoss des Gebäudes wurde zu Lagerzwecken gebraucht. In jedem Raum wurden Tonbullen gefunden. Auch hier (wie in Kaniš) wird davon ausgegangen, dass sich die repräsentativen Räume im Obergeschoss befanden.

## Funde
Auf den Tonbullen im Sarikaya Palast wurden unter anderen die Siegelabrollung des Šamši-Adad, der Dugedu (Tochter des Jaḫdun-Lim von Mari) und des Königs Aplakahnda von Karkemiš gefunden.

### Inschriften
Inschrift auf der Siegelabrollung Šamši-Adads:
dUTUsi  dIskur
Sakin dEnlil
Šamši-Adad Appointee of the god Enlil / Šamši-Adad Berufener des Enlil